# Triangle (roman)
Pour les articles homonymes, voir Triangle (homonymie).
Triangle (Triple) est un roman d'espionnage britannique de Ken Follett paru en 1979 et traduit en français en 1980  par Robert Bré.

## Résumé
En 1968, un agent du Mossad, Nathaniel Dickstein, est chargé par Israël de contrecarrer les projets égyptiens d'obtenir la bombe atomique.

## Éditions
Édition anglaise originale
- Ken Follett, Triple, 1979  (ISBN 035404446X)

Édition française originale
- Ken Follett, Triangle (traduit de l'anglais par Robert Bré), 1980  (ISBN 2221005147)